# Eichelberg und Bischofsau
Das Naturschutzgebiet Eichelberg und Bischofsau liegt im oberfränkischen Landkreis Coburg in Bayern. Es erstreckt sich nordwestlich von Roßfeld, einem Stadtteil von Bad Rodach. Südlich des Gebietes verläuft die CO 3 und nördlich und westlich die Landesgrenze zu Thüringen. Direkt angrenzend nördlich – im thüringischen Landkreis Hildburghausen – erstreckt sich das 78,2 ha große Naturschutzgebiet Bischofsau.

## Bedeutung
Das 99,23 ha große Gebiet mit der NSG-Nr. NSG-00366.01 wurde im Jahr 1984 unter Naturschutz gestellt. Es handelt sich um "naturnahe und artenreiche Laubmischwaldbestände (Mittelwälder) mit angrenzenden artenreichen Feucht- und Magerwiesen."